# Chevrolet Trax
Pour les articles homonymes, voir Trax.
Ne doit pas être confondu avec Chevrolet Triax.

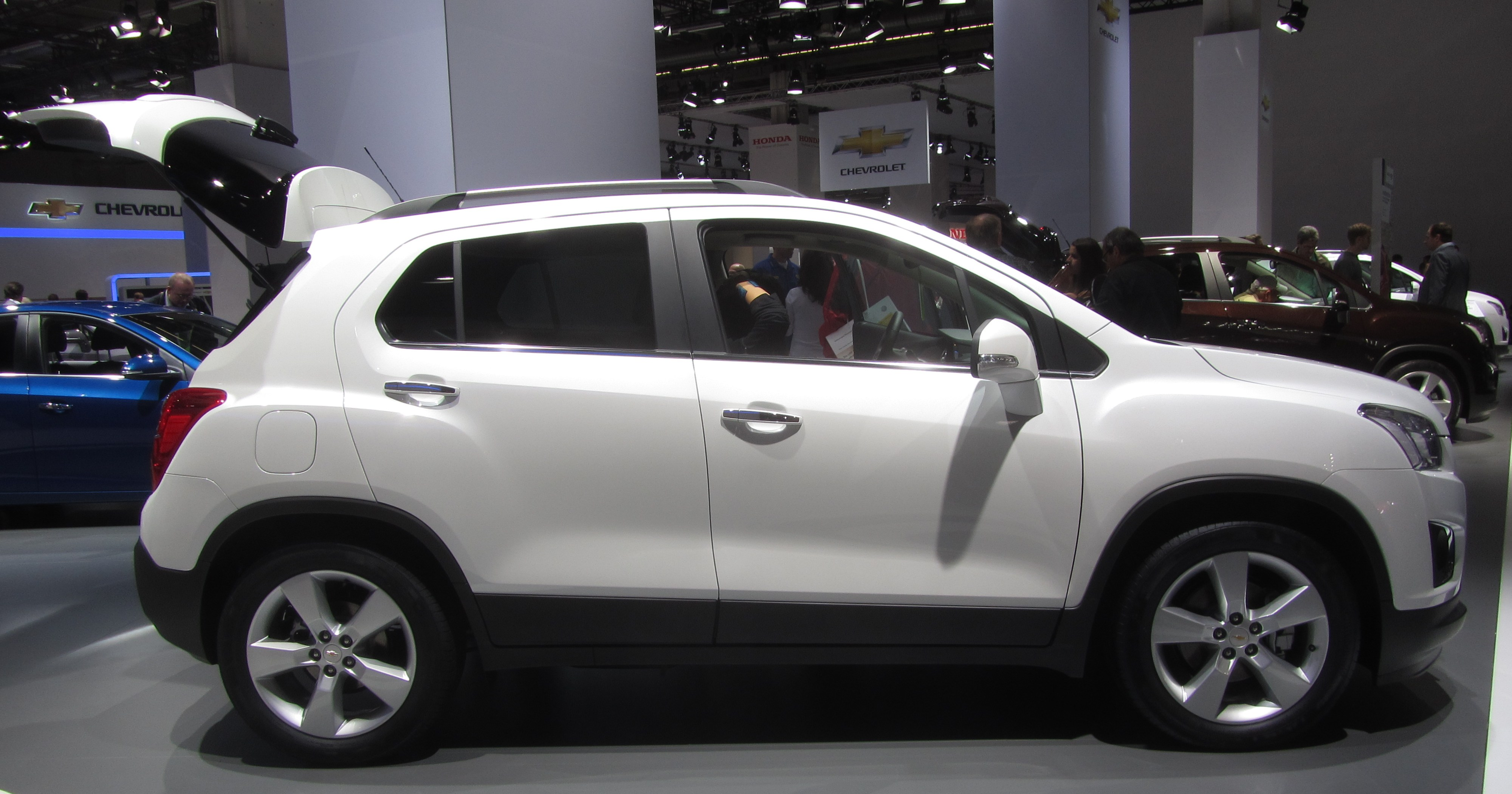
Avec la porte arrière ouverte, vue au IAA (Salon de l'automobile de Francfort) 2013

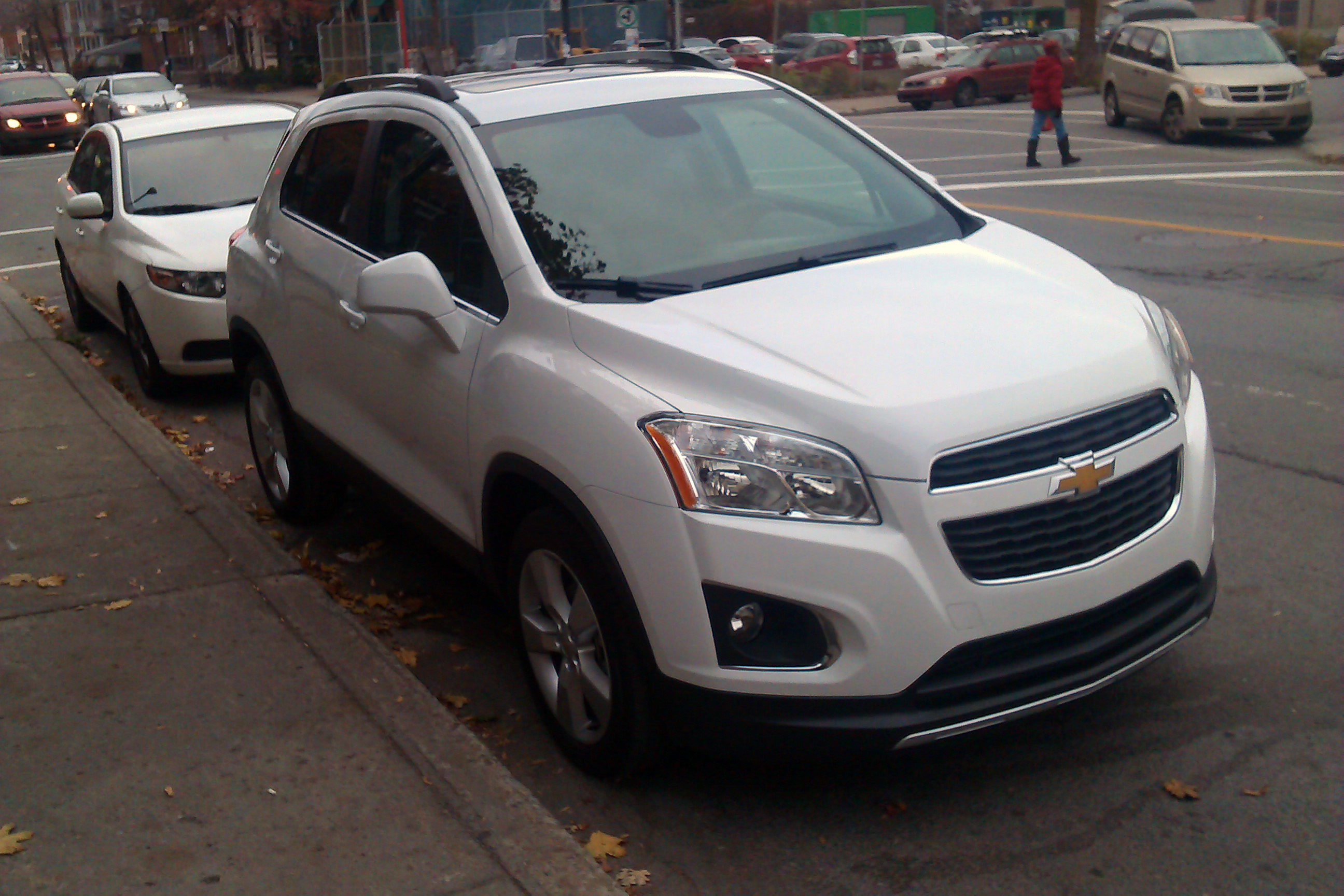
Face frontale, phase I

La Chevrolet Trax est un petit SUV de General Motors produit par GM Korea et GM Mexico et commercialisé sous la marque Chevrolet à travers le monde. Il fut présenté au Mondial de l'automobile de Paris en septembre 2012.
Il est assemblé dans l'usine de General Motors à Bupyeong en Corée du Sud, aux côtés de ses cousins Holden/Opel/Vauxhall Mokka et Buick Encore. Au Mexique, il est assemblé dans l'usine GM à San Luis Potosi pour le marché local et canadien.
Depuis 2014, il est aussi produit dans la région de Shanghai dans l'usine de la coentreprise Shanghai GM, destiné uniquement au marché local.
En Océanie, la voiture est commercialisée sous la marque Holden de la filiale australienne de General Motors. En Amérique du Sud et en Russie, la voiture porte le nom Chevrolet Tracker.

## Histoire

### 2012
Le concept a été dévoilé pour la première fois au Mondial de l'Automobile de Paris 2012,, avec le dévoilement du modèle final ayant eu lieu au Salon international de l'auto de l'Amérique du Nord 2013. Il était ensuite disponible pour un essai routier au Salon de l'auto de Montréal 2013, avec quatre modèles d'essais présentés.

### 2013
En 2013 et début 2014, il n'a été vendu qu'au Canada, au Mexique, en Allemagne, en Corée du Sud, au Liban, aux Émirats arabes unis et en Europe. Il a été également commercialisé sous le nom de Holden Trax en Australie et de Chevrolet Tracker en Russie et en Amérique du Sud.
Au Canada, le Trax était le premier SUV compact de Chevrolet depuis l'arrêt du Tracker (lire ci-dessous). Le véhicule a commencé à être expédié le 2 avril, mais les préventes ont commencé dès le quatrième trimestre de 2012 pour le Mexique (1,8 L) et le Canada (1,4 L Turbo). Les ventes coréennes ont commencé fin février 2013.

### 2014
Fin 2014, le Trax été commercialisé dans davantage de pays, notamment la Chine, l'Indonésie et les Philippines.

### 2015
Le 15 avril 2014, Chevrolet a annoncé que le Trax arrivera aux États-Unis en tant que modèle de 2015, soutenu par le succès du Buick Encore (les Trax et Encore partagent la plateforme GM Gamma II) et l'éventuelle concurrence du Jeep Renegade.
La version américaine est propulsée par un 4 cylindres turbocompressé de 1,4 litre avec 140 ch (103 kW) à 4 900 tr/min et 201 N m à 1 850 tr/min. Le remorquage n'est pas recommandé. Seule la boîte automatique à 6 rapports est disponible.
Trois niveaux de finition, tous disponibles avec traction avant et traction intégrale, sont disponibles: LS, LT et LTZ. Les caractéristiques standard sur toutes les versions incluent l'air conditionné ; les vitres électriques ; siège arrière rabattable en deux parties ; un volant inclinable et télescopique ; l'ABDOS ; l'ESP ; des coussins gonflables latéraux avant, avant et arrière, des coussins gonflables rideaux et genoux ; un moniteur de pression des pneus ; un système de communication d'urgence et l'aide au stationnement.

### Version restylée de 2017
Chevrolet a effectué une mise à jour en milieu de cycle sur le Trax pour l'année modèle 2017, dévoilée pour la première fois au Salon de l'auto de Chicago 2016 le 12 février 2016. Le Trax mis à jour portait des indices de conception inspirés des Chevrolet Corvette, Malibu et Volt, y compris de nouveaux phares à projecteur en halogènes, des feux de jour à LED, des doubles feux arrière et une nouvelle conception de calandre. Un jeu de roues en aluminium de 18 pouces est offert sur le modèle Premier. L'intérieur est également repensé avec un nouveau tableau de bord et un panneau d'instrumentation central. Dans l'ensemble, la version relifté de 2017 améliore la qualité perçue du Trax. Le Trax de 2017 a été mis en vente à l'automne 2016.

### Continuation en Amérique du Nord
Le Trax restera inchangé pour l'année modèle 2020 en Amérique du Nord. Alors qu'un remplacement était prévu, il sera plutôt rejoint par un modèle légèrement plus grand, le TrailBlazer (sans relation avec les précédents SUV nord-américains ou internationaux du même nom). Débutant au début de 2020 pour l'année modèle 2021, il se situera entre le Trax et l'Equinox dans la gamme des petits SUV de Chevrolet.
Le 2 mars 2020, Chevrolet a confirmé que le Trax reviendra pour l'année modèle 2021, mais verra le niveau Premier supprimé des versions proposées.
En Chine, le Trax a été remplacé par le nouveau Tracker en 2019. Il est de la même taille que le Trax, mais construit sur une nouvelle plateforme (GEM) pour les marchés émergents et non destiné à l'Amérique du Nord.

## Variations du nom

### Holden Trax (2013-2020)
En Australie et sur l'ensemble du marché océanien, le Chevrolet Trax est proposé sous la marque Holden, Holden étant la filiale australienne de GM. Il a été mis en vente en 2013.

### Chevrolet Tracker
En Russie et en Amérique du Sud,, le Trax est plutôt nommé Chevrolet Tracker, qui était le nom utilisé en Amérique du Nord et en Amérique latine de 1989-1991 et 1999-2008 pour une version Chevrolet / Geo du Suzuki Sidekick.

## Moteurs
Le Trax est proposé sur différents marchés avec différents choix de transmission. En Amérique latine, le Trax n'est disponible qu'avec le moteur essence de 1,8 litre. Au Canada et aux États-Unis, seul le moteur essence turbocompressé de 1,4 litre est offert. Au Mexique et en Australie (à partir de 2015), il est disponible avec les moteurs essence de 1,8 litre et essence turbocompressés de 1,4 litre. Les clients européens peuvent choisir entre le moteur essence turbo de 1,4 litre, le moteur essence de 1,6 litre et le moteur diesel de 1,7 litre.

## Production
Le Trax est produit par GM Korea et General Motors Mexico pour la plupart des marchés mondiaux. Shanghai GM produira également le modèle pour le marché chinois à partir de l'année modèle 2015. GM Ouzbékistan produira également ce modèle à partir de fin 2018.

## Commercialisation
Le Trax est positionné sous les compacts Chevrolet Equinox et Chevrolet Captiva (selon les pays) dans la gamme actuelle de Chevrolet. En Europe, certains concessionnaires ont commencé à l'étiqueter comme un "SUV compact". Cependant, au Canada, où le Chevrolet Orlando est positionné comme «crossover de taille moyenne» et l'Equinox comme «crossover compact», le Trax est plutôt étiqueté comme «crossover sous-compact».

## Ventes
| Année civile | États-Unis | Chine  | Corée du Sud |
| ------------ | ---------- | ------ | ------------ |
| 2014         | 739        | 43 682 |              |
| 2015         | 63 030     | 50 736 |              |
| 2016         | 79 016     | 37 636 |              |
| 2017         | 79 289     | 17 290 | 16 549       |
| 2018         | 89 916     | 6 346  | 12 787       |
| 2019         | 116 816    | 462    | 12 541       |